# Mexikó az 1972. évi nyári olimpiai játékokon
Mexikó az NSZK-beli Münchenben megrendezett 1972. évi nyári olimpiai játékok egyik részt vevő nemzete volt. Az országot az olimpián 20 sportágban 174 sportoló képviselte, akik összesen 1 érmet szereztek.

## Érmesek
| Érem  | Versenyző      | Sportág   | Versenyszám |
| ----- | -------------- | --------- | ----------- |
| Ezüst | Alfonso Zamora | Ökölvívás | Harmatsúly  |

## Atlétika
Férfi
| Versenyző         | Versenyszám     | Előfutam | Előfutam | Előfutam | Döntő         | Döntő         |
| Versenyző         | Versenyszám     | Idő      | Hely.    | Össz.    | Idő           | Helyezés      |
| ----------------- | --------------- | -------- | -------- | -------- | ------------- | ------------- |
| Mario Pérez       | 5000 m          | 13:58,2  | 7.       | 37.      | kiesett       | kiesett       |
| Pedro Miranda     | 5000 m          | 13:45,2  | 6.       | 24.      | kiesett       | kiesett       |
| Pedro Miranda     | 10 000 m        | 28:35,8  | 8.       | 21.      | kiesett       | kiesett       |
| Juan Martínez     | 10 000 m        | 28:23,14 | 5.       | 14.      | 28:44,08      | 10.           |
| Alfredo Peñaloza  | Maraton         |          |          |          | 2:29:51       | 45.           |
| Jacinto Sabinal   | Maraton         |          |          |          | 2:22:56       | 26.           |
| Rafael Tadeo      | Maraton         |          |          |          | 2:35:48       | 51.           |
| Pedro Aroche      | 20 km gyaloglás |          |          |          | 1:33:05       | 12.           |
| Ismael Avila      | 20 km gyaloglás |          |          |          | 1:45:45       | 22.           |
| José Oliveros     | 20 km gyaloglás |          |          |          | 1:32:40       | 9.            |
| José Oliveros     | 50 km gyaloglás |          |          |          | nem ért célba | nem ért célba |
| Raúl González     | 50 km gyaloglás |          |          |          | 4:26:13       | 20.           |
| Gabriel Hernández | 50 km gyaloglás |          |          |          | 4:12:09       | 8.            |

## Birkózás
Kötöttfogású
| Versenyző         | Versenyszám | 1. forduló                         | 2. forduló                          | 3. forduló                            | 4. forduló        | 5. forduló        | 6. forduló        | 7. forduló        | Döntő             | Helyezés    |
| Versenyző         | Versenyszám | Ellenfél Eredmény                  | Ellenfél Eredmény                   | Ellenfél Eredmény                     | Ellenfél Eredmény | Ellenfél Eredmény | Ellenfél Eredmény | Ellenfél Eredmény | Ellenfél Eredmény | Helyezés    |
| ----------------- | ----------- | ---------------------------------- | ----------------------------------- | ------------------------------------- | ----------------- | ----------------- | ----------------- | ----------------- | ----------------- | ----------- |
| Alfredo Olvera    | 48 kg       | Mohieddin El-Sas (SYR) · kétvállas | Lorenzo Calafiore (ITA) · kétvállas | Raimo Hirvonen (FIN) · 3.5-0.5        | kiesett           | kiesett           |                   |                   | kiesett           | helyezetlen |
| Enrique Jiménez   | 52 kg       | Ahmet Tren (TUR) · 3-1             | Javier León (PER) · kétvállas       | Vaszíliosz Ganótisz (GRE) · kétvállas | kiesett           | kiesett           |                   |                   | kiesett           | helyezetlen |
| Alfredo López     | 57 kg       | Per Lindholm (SWE) · kétvállas     | visszalépett                        | kiesett                               | kiesett           | kiesett           | kiesett           | kiesett           | kiesett           | helyezetlen |
| Alberto Bremauntz | 68 kg       | Steer Antal (HUN) · kétvállas      | Djan-Aka Djan (AFG) · kétvállas     | kiesett                               | kiesett           | kiesett           | kiesett           |                   | kiesett           | helyezetlen |

Szabadfogású
| Versenyző           | Versenyszám | 1. forduló                       | 2. forduló                                         | 3. forduló                       | 4. forduló        | 5. forduló        | 6. forduló        | 7. forduló        | Döntő             | Helyezés    |
| Versenyző           | Versenyszám | Ellenfél Eredmény                | Ellenfél Eredmény                                  | Ellenfél Eredmény                | Ellenfél Eredmény | Ellenfél Eredmény | Ellenfél Eredmény | Ellenfél Eredmény | Ellenfél Eredmény | Helyezés    |
| ------------------- | ----------- | -------------------------------- | -------------------------------------------------- | -------------------------------- | ----------------- | ----------------- | ----------------- | ----------------- | ----------------- | ----------- |
| Florentino Martínez | 52 kg       | Mario Sabatini (FRG) · 1-3       | Kim Gvanghjong (Gim Gwanghyeong) (PRK) · kétvállas | Sudesh Kumar (IND) · kétvállas   | kiesett           | kiesett           | kiesett           |                   | kiesett           | helyezetlen |
| Moises López        | 57 kg       | Egon Beiler (CAN) · 1-3          | Megdiin Khoilogdorj (MGL) · kétvállas              | Horst Mayer (GDR) · kétvállas    | kiesett           | kiesett           | kiesett           | kiesett           | kiesett           | helyezetlen |
| Vicente Martínez    | 62 kg       | Théodule Toulotte (FRA) · 3-1    | Panajótisz Kucupákisz (GRE) · 3-1                  | kiesett                          | kiesett           | kiesett           | kiesett           |                   | kiesett           | helyezetlen |
| Gabriel Ruz         | 68 kg       | Eduardo Quintero (CUB) · 3-1     | Petre Poalelungi (ROU) · kétvállas                 | kiesett                          | kiesett           |                   |                   |                   | kiesett           | helyezetlen |
| Raúl García         | 90 kg       | Alioune Camara (SEN) · kétvállas | Ben Peterson (USA) · kétvállas                     | Paweł Kurczewski (POL) · 3.5-0.5 | kiesett           | kiesett           | kiesett           |                   | kiesett           | helyezetlen |

## Cselgáncs
| Versenyző       | Versenyszám  | Csoport | Selejtező         | 1. forduló                               | 2. forduló                 | 3. forduló        | 4. forduló        | Vigaszág 1. forduló | Vigaszág 2. forduló | Vigaszág 3. forduló | Elődöntő          | Döntő             | Helyezés |
| Versenyző       | Versenyszám  | Csoport | Ellenfél Eredmény | Ellenfél Eredmény                        | Ellenfél Eredmény          | Ellenfél Eredmény | Ellenfél Eredmény | Ellenfél Eredmény   | Ellenfél Eredmény   | Ellenfél Eredmény   | Ellenfél Eredmény | Ellenfél Eredmény | Helyezés |
| --------------- | ------------ | ------- | ----------------- | ---------------------------------------- | -------------------------- | ----------------- | ----------------- | ------------------- | ------------------- | ------------------- | ----------------- | ----------------- | -------- |
| Raúl Foullon    | Váltósúly    | A       |                   | Babacar Sidibé (SEN) · GY                | Anatolij Novikov (URS) · V | kiesett           | kiesett           |                     |                     |                     |                   |                   | 12.      |
| Luis Arredondo  | Középsúly    | A       | erőnyerő          | Gerd Egger (FRG) · V                     | kiesett                    | kiesett           | kiesett           |                     |                     |                     |                   |                   | 19.      |
| Epigmenio Exiga | Félnehézsúly | B       |                   | Csuang Csen-vu (Juang Jen-Wuh) (ROC) · V | kiesett                    | kiesett           | kiesett           |                     |                     |                     |                   |                   | 19.      |
| Epigmenio Exiga | Nyílt        | B       |                   | Petrovszky Mihály (HUN) · V              | kiesett                    | kiesett           | kiesett           |                     |                     |                     |                   |                   | 19.      |

## Evezés
| Versenyző                                                    | Versenyszám              | Előfutam | Előfutam | Vigaszág | Vigaszág | Elődöntő | Elődöntő | Döntő   | Döntő   | Döntő   | Helyezés    |
| Versenyző                                                    | Versenyszám              | Idő      | Hely.    | Idő      | Hely.    | Idő      | Hely.    | Típus   | Idő     | Hely.   | Helyezés    |
| ------------------------------------------------------------ | ------------------------ | -------- | -------- | -------- | -------- | -------- | -------- | ------- | ------- | ------- | ----------- |
| Guillermo Spamer                                             | Egypárevezős             | 8:38,63  | 6.       | 8:40,76  | 5.       | kiesett  | kiesett  | kiesett | kiesett | kiesett | helyezetlen |
| Federico Scheffler Ricardo Scheffler                         | Kétpárevezős             | 7:43,87  | 5.       | 7:40,11  | 3.       | kiesett  | kiesett  | kiesett | kiesett | kiesett | helyezetlen |
| José Luis Rion Miguel Ruiz                                   | Kormányos nélküli kettes | 7:59,53  | 5.       | 8:15,97  | 4.       | kiesett  | kiesett  | kiesett | kiesett | kiesett | helyezetlen |
| José Luis Morales Arturo Figueroa Arcadio Padilla Juan López | Kormányos nélküli négyes | 7:20,00  | 5.       | 7:32,31  | 4.       | kiesett  | kiesett  | kiesett | kiesett | kiesett | helyezetlen |

## Gyeplabda
| Mexikói férfi gyeplabdacsapat-játékoskeret | Mexikói férfi gyeplabdacsapat-játékoskeret |
| --- | --- |
| - Juan Calderón - Víctor Contreras - Manuel Fernández - Enrique Filoteo - Noel Gutiérrez - José Miguel Huacuja - Oscar Huacuja - José María Mascaro - Adán Noriega | - Manuel Noriega - José Luis Partida - Francisco Ramírez - David Sevilla - Javier Varela - Rubén Vasconcelos - Héctor Ventura - Orlando Ventura |

### Eredmények
Csoportkör
B csoport
| Csapat               | M | Gy | D | V | G+ | G– | Gk  | P  |
| -------------------- | - | -- | - | - | -- | -- | --- | -- |
| India (IND)          | 7 | 5  | 2 | 0 | 25 | 8  | +17 | 12 |
| Hollandia (NED)      | 7 | 5  | 1 | 1 | 20 | 9  | +11 | 11 |
| Nagy-Britannia (GBR) | 7 | 4  | 1 | 2 | 15 | 10 | +5  | 9  |
| Ausztrália (AUS)     | 7 | 3  | 2 | 2 | 18 | 8  | +10 | 8  |
| Új-Zéland (NZL)      | 7 | 2  | 3 | 2 | 16 | 11 | +5  | 7  |
| Lengyelország (POL)  | 7 | 2  | 2 | 3 | 12 | 12 | 0   | 6  |
| Kenya (KEN)          | 7 | 1  | 1 | 5 | 8  | 17 | –9  | 3  |
| Mexikó (MEX)         | 7 | 0  | 0 | 7 | 1  | 40 | –39 | 0  |

| 1972. augusztus 27. | Nagy-Britannia (GBR)             | 6 – 0   | Mexikó (MEX) |  |
| 1972. augusztus 27. | Marsh 2 Saldanha 2 Svehlik Corby | (1 – 0) |              |  |

| 1972. augusztus 28. | Új-Zéland (NZL)                    | 7 – 0   | Mexikó (MEX) |  |
| 1972. augusztus 28. | B. Maister 3 J. Borren 3 Archibald | (3 – 0) |              |  |

| 1972. augusztus 30. | Lengyelország (POL)         | 3 – 0   | Mexikó (MEX) |  |
| 1972. augusztus 30. | Ziaja Grotowski Otulakowski | (1 – 0) |              |  |

| 1972. augusztus 31. | Ausztrália (AUS)                            | 10 – 0  | Mexikó (MEX) |  |
| 1972. augusztus 31. | Riley 5 Mason 2 Charlesworth Browning Smart | (6 – 0) |              |  |

| 1972. szeptember 2. | Hollandia (NED)            | 4 – 0   | Mexikó (MEX) |  |
| 1972. szeptember 2. | Kruize 2 F. Spits N. Spits | (3 – 0) |              |  |

| 1972. szeptember 3. | India (IND)                                                    | 8 – 0   | Mexikó (MEX) |  |
| 1972. szeptember 3. | Kulwant Singh 3 Kumar 2 Harmik Singh Kindo Billimogaputtaswamy | (4 – 0) |              |  |

| 1972. szeptember 4. | Kenya (KEN) | 2 – 1   | Mexikó (MEX) |  |
| 1972. szeptember 4. | Chana Daved | (1 – 0) | Mascaro      |  |

A 15. helyért
| 1972. szeptember 7. | Uganda (UGA)                                        | 4 – 1   | Mexikó (MEX) |  |
| 1972. szeptember 7. | R. S. Sandhu J. S. Kapoor A. S. Bhogal K. S. Bhogal | (1 – 1) | O. Huacuja   |  |

| Csapat       | Helyezés |
| ------------ | -------- |
| Mexikó (MEX) | 16.      |

## Íjászat
| Versenyző              | Versenyszám  | 1. forduló | 1. forduló | 2. forduló | 2. forduló | Összesítés | Összesítés |
| Versenyző              | Versenyszám  | Pont       | Hely.      | Pont       | Hely.      | Pont       | Helyezés   |
| ---------------------- | ------------ | ---------- | ---------- | ---------- | ---------- | ---------- | ---------- |
| José Almanzor          | Férfi egyéni | 1092       | 48.        | 1083       | 52.        | 2175       | 52.        |
| Rafel Aveleyra         | Férfi egyéni | 1031       | 54.        | 1147       | 41.        | 2178       | 51.        |
| Alfonso Jones          | Férfi egyéni | 1154       | 32.        | 1190       | 21.        | 2344       | 28.        |
| Aurora Bréton          | Női egyéni   | 1151       | 19.        | 1184       | 7.         | 2335       | 15.        |
| Francisca de Gutiérrez | Női egyéni   | 1198       | 4.         | 1155       | 16.        | 2353       | 10.        |
| Silvia de Tapia        | Női egyéni   | 1145       | 22.        | 1113       | 28.        | 2258       | 23.        |

## Kajak-kenu

### Síkvízi
Férfi
| Versenyző                                                         | Versenyszám         | Előfutam | Előfutam | Előfutam | Vigaszág | Vigaszág | Vigaszág | Elődöntő | Elődöntő | Elődöntő | Döntő   | Döntő    |
| Versenyző                                                         | Versenyszám         | Idő      | Hely.    | Össz.    | Idő      | Hely.    | Össz.    | Idő      | Hely.    | Össz.    | Idő     | Helyezés |
| ----------------------------------------------------------------- | ------------------- | -------- | -------- | -------- | -------- | -------- | -------- | -------- | -------- | -------- | ------- | -------- |
| Hermelindo Soto                                                   | Kajak egyes 1000 m  | 4:18,31  | 7.       | 21.      | 4:12,65  | 4.       | 13.      | kiesett  | kiesett  | kiesett  | kiesett | kiesett  |
| Gilberto Soriano Horacio Flores                                   | Kajak kettes 1000 m | 4:03,99  | 6.       | 22.      | 3:50,61  | 5.       | 14.      | kiesett  | kiesett  | kiesett  | kiesett | kiesett  |
| Hermelindo Soto Gilberto Soriano Horacio Flores Alejandro Amezcua | Kajak négyes 1000 m | 3:34,38  | 7.       | 20.      | 3:31,65  | 6.       | 11.      | kiesett  | kiesett  | kiesett  | kiesett | kiesett  |
| Roberto Altamirano                                                | Kenu egyes 1000 m   | 4:34,52  | 4.       | 6.       | 4:15,24  | 3.       | 3.       |          |          |          | 4:20,39 | 8.       |
| Juan Martínez Felipe Ojeda                                        | Kenu kettes 1000 m  | 4:13,94  | 4.       | 6.       | 3:58,20  | 3.       | 3.       | 3:56,71  | 4.       | 9.       | kiesett | kiesett  |

## Kerékpározás

### Országúti kerékpározás
| Versenyző                                                              | Versenyszám     | Idő             | Helyezés      |
| ---------------------------------------------------------------------- | --------------- | --------------- | ------------- |
| Agustín Alcántara                                                      | Mezőnyverseny   | nem ért célba   | nem ért célba |
| Francisco Huerta                                                       | Mezőnyverseny   | nem ért célba   | nem ért célba |
| Jesús Sarabia                                                          | Mezőnyverseny   | 4:15:13 (+0:36) | 10.           |
| Francisco Vázquez                                                      | Mezőnyverseny   | nem ért célba   | nem ért célba |
| Agustín Alcántara Antonio Hernández Francisco Huerta Francisco Vázquez | Csapat időfutam | 2:21:12 (+9:55) | 25.           |

### Pálya-kerékpározás
Sprintverseny
| Versenyző       | Versenyszám  | 1. forduló                                        | 1. forduló | Vigaszág                  | Vigaszág | 2. forduló             | 2. forduló | Vigaszág               | Vigaszág | Nyolcaddöntő           | Nyolcaddöntő | Vigaszág selejtező     | Vigaszág selejtező | Vigaszág döntő       | Vigaszág döntő | Negyeddöntő          | Elődöntő             | Döntő                | Helyezés    |
| Versenyző       | Versenyszám  | Ellenfelek Győztes idő                            | Hely.      | Ellenfél Győztes idő      | Hely.    | Ellenfelek Győztes idő | Hely.      | Ellenfelek Győztes idő | Hely.    | Ellenfelek Győztes idő | Hely.        | Ellenfelek Győztes idő | Hely.              | Ellenfél Győztes idő | Hely.          | Ellenfél Győztes idő | Ellenfél Győztes idő | Ellenfél Győztes idő | Helyezés    |
| --------------- | ------------ | ------------------------------------------------- | ---------- | ------------------------- | -------- | ---------------------- | ---------- | ---------------------- | -------- | ---------------------- | ------------ | ---------------------- | ------------------ | -------------------- | -------------- | -------------------- | -------------------- | -------------------- | ----------- |
| Arturo Cambroni | Férfi egyéni | Dieter Berkmann (FRG) · Leslie King (TRI) · 11,71 | 3.         | Andrzej Bek (POL) · 11,86 | 2.       | kiesett                | kiesett    | kiesett                | kiesett  | kiesett                | kiesett      | kiesett                | kiesett            | kiesett              | kiesett        | kiesett              | kiesett              | kiesett              | helyezetlen |

Időfutam
| Versenyző       | Versenyszám  | Idő     | Helyezés |
| --------------- | ------------ | ------- | -------- |
| Arturo Cambroni | Férfi egyéni | 1:11,54 | 24.      |

Üldözőversenyek
| Versenyző        | Versenyszám  | Selejtező | Selejtező | Negyeddöntő  | Negyeddöntő | Negyeddöntő | Elődöntő     | Elődöntő  | Elődöntő | Döntő        | Döntő     | Helyezés |
| Versenyző        | Versenyszám  | Idő       | Hely.     | Ellenfél Idő | Saját idő   | Hely.       | Ellenfél Idő | Saját idő | Hely.    | Ellenfél Idő | Saját idő | Helyezés |
| ---------------- | ------------ | --------- | --------- | ------------ | ----------- | ----------- | ------------ | --------- | -------- | ------------ | --------- | -------- |
| Francisco Huerta | Férfi egyéni | 5:00,93   | 11.       | kiesett      | kiesett     | kiesett     | kiesett      | kiesett   | kiesett  | kiesett      | kiesett   | 11.      |

## Labdarúgás
| Mexikói labdarúgócsapat-játékoskeret | Mexikói labdarúgócsapat-játékoskeret |
| --- | --- |
| - Juan Manuel Álvarez - Francisco Barba - Fernando Blanco - Manuel Borja - Leonardo Cuéllar - Alejandro Hernández - Alfredo Hernández - Manuel Manzo - Enrique Martín - Salvador Márquez | - Alejandro Peña - Daniel Razo - David Regalado - Lorenzo Reyes - Jesús Rico - Rogelio Ruiz - Horacio Sánchez - José Ángel Talavera - José Luis Trejo |

### Eredmények
Csoportkör
B csoport
| Csapat      | M | Gy | D | V | G+ | G– | Gk | P |
| ----------- | - | -- | - | - | -- | -- | -- | - |
| Szovjetunió | 3 | 3  | 0 | 0 | 7  | 2  | +5 | 6 |
| Mexikó      | 3 | 2  | 0 | 1 | 3  | 4  | -1 | 4 |
| Burma       | 3 | 1  | 0 | 2 | 2  | 2  | 0  | 2 |
| Szudán      | 3 | 0  | 0 | 3 | 1  | 5  | –4 | 0 |

| 1972. augusztus 28. 12:00 |

| Mexikó (MEX) | 1–0               | Szudán |
| ------------ | ----------------- | ------ |
| Manzo 16'    | (1–0) Jegyzőkönyv |        |

| Nürnberg Nézőszám: 500 Játékvezető: Francesco Francescon (olasz) |

| 1972. augusztus 30. 12:00 |

| Mexikó (MEX) | 1–0               | Burma |
| ------------ | ----------------- | ----- |
| Cuéllar 86'  | (0–0) Jegyzőkönyv |       |

| Nürnberg Nézőszám: 1 000 Játékvezető: Robert Quarshie (ghánai) |

| 1972. szeptember 1. 12:00 |

| Szovjetunió (URS)              | 4–1               | Mexikó   |
| ------------------------------ | ----------------- | -------- |
| Blohin 7' 13' 14' Szemenov 58' | (3–0) Jegyzőkönyv | Razo 60' |

| Regensburg Nézőszám: 8 000 Játékvezető: Luis Pestarino (argentin) |

Középdöntő
1. csoport
| Csapat       | M | Gy | D | V | G+ | G– | Gk | P |
| ------------ | - | -- | - | - | -- | -- | -- | - |
| Magyarország | 3 | 3  | 0 | 0 | 8  | 1  | +7 | 6 |
| NDK          | 3 | 2  | 0 | 1 | 10 | 4  | +6 | 4 |
| NSZK         | 3 | 0  | 1 | 2 | 4  | 8  | –4 | 1 |
| Mexikó       | 3 | 0  | 1 | 2 | 1  | 10 | –9 | 1 |

| 1972. szeptember 3. 12:00 |

| NSZK (FRG)  | 1–1               | Mexikó      |
| ----------- | ----------------- | ----------- |
| Hitzfeld 5' | (1–0) Jegyzőkönyv | Cuéllar 69' |

| Nürnberg Nézőszám: 40 000 Játékvezető: Poh Hwa Oei (maláj) |

| 1972. szeptember 5. 12:00 |

| NDK (GDR)                                                              | 7–0               | Mexikó |
| ---------------------------------------------------------------------- | ----------------- | ------ |
| Ganzera 34' Sparwasser 39' 51' 89' Streich 48' Kreische 72' Häfner 79' | (2–0) Jegyzőkönyv |        |

| Ingolstadt Nézőszám: 5 500 Játékvezető: Dzsafar Námdár (iráni) |

| 1972. szeptember 8. 12:00 |

| Magyarország (HUN)      | 2–0               | Mexikó |
| ----------------------- | ----------------- | ------ |
| Dunai A. 35' Kocsis 53' | (1–0) Jegyzőkönyv |        |

| Regensburg Nézőszám: 2 500 Játékvezető: Kan Chee Lee (hongkongi) |

| Csapat       | Helyezés |
| ------------ | -------- |
| Mexikó (MEX) | 7.       |

## Lovaglás
Díjugratás
| Versenyző                                                                  | Ló                          | Versenyszám | 1. forduló | 1. forduló | 2. forduló | 2. forduló | Összesen | Összesen |
| Versenyző                                                                  | Ló                          | Versenyszám | Pont       | Hely.      | Pont       | Hely.      | Pont     | Helyezés |
| -------------------------------------------------------------------------- | --------------------------- | ----------- | ---------- | ---------- | ---------- | ---------- | -------- | -------- |
| Elisa Pérez de las Heras                                                   | Askari                      | Egyéni      | 8,25       | 19.        | kiesett    | kiesett    | 8,25     | 19.      |
| Eduardo Higareda                                                           | Biene                       | Egyéni      | 30,75      | 51.        | kiesett    | kiesett    | 30,75    | 51.      |
| Joaquín Pérez                                                              | Savando                     | Egyéni      | 8,25       | 19.        | kiesett    | kiesett    | 8,25     | 19.      |
| Elisa Pérez de las Heras Fernando Hernández Eduardo Higareda Joaquín Pérez | Askari Dorian Biene Savando | Csapat      | 157,25     | 15.        | kiesett    | kiesett    | 157,25   | 15.      |

Lovastusa
| Versenyző                                               | Ló                           | Versenyszám | Díjlovaglás | Díjlovaglás | Tereplovaglás | Tereplovaglás | Díjugratás    | Díjugratás    | Végeredmény | Végeredmény |
| Versenyző                                               | Ló                           | Versenyszám | Bünt.       | Hely.       | Bünt.         | Hely.         | Bünt.         | Hely.         | Bünt.       | Helyezés    |
| ------------------------------------------------------- | ---------------------------- | ----------- | ----------- | ----------- | ------------- | ------------- | ------------- | ------------- | ----------- | ----------- |
| David Bárcena                                           | Kornbrand                    | Egyéni      | -63,00      | 43.         | nem ért célba | nem ért célba | kiesett       | kiesett       | kiesett     | kiesett     |
| Maríano Bucio                                           | Tango                        | Egyéni      | -61,33      | 40.         | nem ért célba | nem ért célba | kiesett       | kiesett       | kiesett     | kiesett     |
| Ramón Mejía                                             | Varello                      | Egyéni      | -55,00      | 25.         | nem ért célba | nem ért célba | kiesett       | kiesett       | kiesett     | kiesett     |
| Manuel Mendívil                                         | Polo                         | Egyéni      | -61,67      | 41.         | nem ért célba | nem ért célba | kiesett       | kiesett       | kiesett     | kiesett     |
| David Bárcena Maríano Bucio Ramón Mejía Manuel Mendívil | Kornbrand Tango Varello Polo | Csapat      | -178,00     | 10.         | 75,20         | 10.           | nem ért célba | nem ért célba | kiesett     | kiesett     |

## Műugrás
Férfi
| Versenyző         | Versenyszám        | Selejtező | Selejtező | Döntő   | Döntő    |
| Versenyző         | Versenyszám        | Pont      | Helyezés  | Pont    | Helyezés |
| ----------------- | ------------------ | --------- | --------- | ------- | -------- |
| Porfirio Becerril | Egyéni műugrás     | 310,65    | 27.       | kiesett | kiesett  |
| Porfirio Becerril | Egyéni toronyugrás | 282,57    | 15.       | kiesett | kiesett  |
| Carlos Girón      | Egyéni toronyugrás | 290,37    | 10.       | 442,41  | 8.       |
| Carlos Girón      | Egyéni műugrás     | 345,21    | 11.       | 521,88  | 9.       |
| José Robinson     | Egyéni műugrás     | 348,48    | 10.       | 514,02  | 11.      |
| José Robinson     | Egyéni toronyugrás | 284,58    | 14.       | kiesett | kiesett  |

Női
| Versenyző      | Versenyszám        | Selejtező | Selejtező | Döntő   | Döntő    |
| Versenyző      | Versenyszám        | Pont      | Helyezés  | Pont    | Helyezés |
| -------------- | ------------------ | --------- | --------- | ------- | -------- |
| Bertha Baraldi | Egyéni műugrás     | 252,66    | 15.       | kiesett | kiesett  |
| Bertha Baraldi | Egyéni toronyugrás | 174,21    | 20.       | kiesett | kiesett  |

## Ökölvívás
| Versenyző             | Versenyszám   | Selejtező                   | 32-es főtábla                 | Nyolcaddöntő                    | Negyeddöntő                         | Elődöntő                     | Döntő                        | Helyezés |
| Versenyző             | Versenyszám   | Ellenfél Eredmény           | Ellenfél Eredmény             | Ellenfél Eredmény               | Ellenfél Eredmény                   | Ellenfél Eredmény            | Ellenfél Eredmény            | Helyezés |
| --------------------- | ------------- | --------------------------- | ----------------------------- | ------------------------------- | ----------------------------------- | ---------------------------- | ---------------------------- | -------- |
| Salvador García       | Papírsúly     |                             | Ralph Evans (GBR) · 1-4       | kiesett                         | kiesett                             | kiesett                      | kiesett                      | 17.      |
| Arturo Delgado        | Légsúly       | erőnyerő                    | Salvador Miranda (NCA) · RSC  | Leszek Błażyński (POL) · 0-5    | kiesett                             | kiesett                      | kiesett                      | 9.       |
| Alfonso Zamora        | Harmatsúly    | erőnyerő                    | Ricardo Fortaleza (PHI) · RSC | Stefan Förster (GDR) · 5-0      | Juan Francisco Rodríguez (ESP) · KO | Ricardo Carreras (USA) · 4-1 | Orlando Martínez (CUB) · 0-5 |          |
| Juan Francisco García | Pehelysúly    | Ryszard Tomczyk (POL) · 1-4 | kiesett                       | kiesett                         | kiesett                             | kiesett                      | kiesett                      | 33.      |
| Antonio Gin           | Könnyűsúly    | erőnyerő                    | Courtney Atherly (GUY) · 4-1  | Charles Nash (IRL) · RSC        | kiesett                             | kiesett                      | kiesett                      | 9.       |
| Sergio Lozano         | Váltósúly     | erőnyerő                    | Joe Mensah (NGR) · 5-0        | Wayne Devlin (AUS) · 4-1        | Richard Murunga (KEN) · KO          | kiesett                      | kiesett                      | 5.       |
| Emeterio Villanueva   | Nagyváltósúly | erőnyerő                    | Alfredo Lemus (VEN) · 4-1     | Christopher Elliott (IRL) · RSC | Peter Tiepold (GDR) · 0-5           | kiesett                      | kiesett                      | 5.       |
| José Luis Espinosa    | Középsúly     |                             | erőnyerő                      | Prince Amartey (GHA) · 0-5      | kiesett                             | kiesett                      | kiesett                      | 9.       |

## Öttusa
| Versenyző                                            | Versenyszám | Lovaglás | Lovaglás | Lovaglás | Vívás    | Vívás | Vívás | Lövészet | Lövészet | Lövészet | Úszás  | Úszás | Úszás | Futás   | Futás | Futás | Összesen    | Összesen |
| Versenyző                                            | Versenyszám | Idő      | Pont     | Hely.    | Eredmény | Pont  | Hely. | Pontszám | Pont     | Hely.    | Idő    | Pont  | Hely. | Idő     | Pont  | Hely. | Összes pont | Helyezés |
| ---------------------------------------------------- | ----------- | -------- | -------- | -------- | -------- | ----- | ----- | -------- | -------- | -------- | ------ | ----- | ----- | ------- | ----- | ----- | ----------- | -------- |
| Juan José Castilla                                   | Egyéni      | 2:43,7   | 935      | 44.      | 20–38    | 601   | 52.   | 181      | 714      | 46.      | 4:25,2 | 752   | 58.   | 14:11,2 | 1012  | 42.   | 4014        | 55.      |
| Eduardo Olivera                                      | Egyéni      | 2:38,3   | 960      | 37.      | 27–31    | 734   | 35.   | 188      | 868      | 24.      | 3:51,9 | 1020  | 34.   | 15:07,1 | 844   | 57.   | 4426        | 43.      |
| Gilberto Toledano                                    | Egyéni      | 2:12,6   | 1090     | 6.       | 29–29    | 772   | 27.   | 179      | 670      | 54.      | 4:05,8 | 908   | 52.   | 14:19,5 | 988   | 47.   | 4428        | 42.      |
| Juan José Castilla Eduardo Olivera Gilberto Toledano | Csapat      |          | 2985     | 9.       |          | 2140  | 14.   |          | 2252     | 16.      |        | 2680  | 18.   |         | 2844  | 18.   | 12901       | 17.      |

## Sportlövészet
Nyílt
| Versenyző               | Versenyszám                    | Pont | Helyezés |
| ----------------------- | ------------------------------ | ---- | -------- |
| Homero Laddaga          | Gyorstüzelő pisztoly           | 578  | 37.      |
| Mario Sánchez           | Gyorstüzelő pisztoly           | 551  | 54.      |
| Juventino Sánchez       | Szabadpisztoly                 | 536  | 42.      |
| Ernesto Montemayor, Jr. | Sportpuska, fekvő              | 594  | 20.      |
| Olegario Vázquez        | Sportpuska, fekvő              | 592  | 32.      |
| Olegario Vázquez        | Sportpuska, összetett          | 1122 | 43.      |
| Olegario Vázquez        | Szabadpuska, összetett (300 m) | 1100 | 29.      |
| Jesús Elizondo          | Szabadpuska, összetett (300 m) | 1078 | 31.      |
| Jesús Elizondo          | Sportpuska, összetett          | 1105 | 50.      |
| David Alkon             | Trap                           | 185  | 27.      |
| Fernando Walls          | Trap                           | 186  | 23.      |
| Juan Bueno              | Skeet                          | 184  | 41.      |
| Nuria Ortíz             | Skeet                          | 185  | 38.      |

## Súlyemelés
| Versenyző           | Versenyszám | Nyomás                   | Nyomás                   | Szakítás | Szakítás | Lökés    | Lökés    | Összesen | Helyezés |
| Versenyző           | Versenyszám | Eredmény                 | Helyezés                 | Eredmény | Helyezés | Eredmény | Helyezés | Összesen | Helyezés |
| ------------------- | ----------- | ------------------------ | ------------------------ | -------- | -------- | -------- | -------- | -------- | -------- |
| Jesús Conde         | 56 kg       | érvényes kísérlet nélkül | érvényes kísérlet nélkül | kiesett  | kiesett  | kiesett  | kiesett  | kiesett  | kiesett  |
| Miguel Angel Medina | 56 kg       | 112,5                    | 12.                      | 97,5     | 13.      | 115,0    | 19.      | 325,0    | 14.      |

## Torna
Férfi
| Versenyző       | Versenyszám      | Selejtező | Selejtező | Döntő    | Döntő    |
| Versenyző       | Versenyszám      | Pontszám  | Helyezés  | Pontszám | Helyezés |
| --------------- | ---------------- | --------- | --------- | -------- | -------- |
| Rogelio Mendoza | Talaj            | 16,15     | 101.      | kiesett  | kiesett  |
| Rogelio Mendoza | Ugrás            | 18,00     | 54.       | kiesett  | kiesett  |
| Rogelio Mendoza | Korlát           | 17,25     | 85.       | kiesett  | kiesett  |
| Rogelio Mendoza | Nyújtó           | 15,70     | 101.      | kiesett  | kiesett  |
| Rogelio Mendoza | Gyűrű            | 15,25     | 108.      | kiesett  | kiesett  |
| Rogelio Mendoza | Lólengés         | 14,70     | 100.      | kiesett  | kiesett  |
| Rogelio Mendoza | Egyéni összetett | 97,05     | 106.      | kiesett  | kiesett  |

Női
| Versenyző                                                                                              | Versenyszám      | Selejtező | Selejtező | Döntő    | Döntő    |
| Versenyző                                                                                              | Versenyszám      | Pontszám  | Helyezés  | Pontszám | Helyezés |
| --- | ---------------- | --------- | --------- | -------- | -------- |
| Hilda Amezaga                                                                                          | Talaj            | 16,90     | 111.      | kiesett  | kiesett  |
| Hilda Amezaga                                                                                          | Ugrás            | 16,95     | 102.      | kiesett  | kiesett  |
| Hilda Amezaga                                                                                          | Felemás korlát   | 15,70     | 114.      | kiesett  | kiesett  |
| Hilda Amezaga                                                                                          | Gerenda          | 15,05     | 117.      | kiesett  | kiesett  |
| Hilda Amezaga                                                                                          | Egyéni összetett | 64,60     | 116.*     | kiesett  | kiesett  |
| Ana María Casas                                                                                        | Talaj            | 17,35     | 85.       | kiesett  | kiesett  |
| Ana María Casas                                                                                        | Ugrás            | 16,95     | 102.      | kiesett  | kiesett  |
| Ana María Casas                                                                                        | Felemás korlát   | 17,30     | 74.       | kiesett  | kiesett  |
| Ana María Casas                                                                                        | Gerenda          | 16,45     | 95.       | kiesett  | kiesett  |
| Ana María Casas                                                                                        | Egyéni összetett | 68,05     | 87.       | kiesett  | kiesett  |
| Patricia García                                                                                        | Talaj            | 16,80     | 113.      | kiesett  | kiesett  |
| Patricia García                                                                                        | Ugrás            | 17,20     | 89.       | kiesett  | kiesett  |
| Patricia García                                                                                        | Felemás korlát   | 16,85     | 90.       | kiesett  | kiesett  |
| Patricia García                                                                                        | Gerenda          | 16,25     | 100.      | kiesett  | kiesett  |
| Patricia García                                                                                        | Egyéni összetett | 67,10     | 99.*      | kiesett  | kiesett  |
| María Antonieta Hernández                                                                              | Talaj            | 16,35     | 116.      | kiesett  | kiesett  |
| María Antonieta Hernández                                                                              | Ugrás            | 17,05     | 97.       | kiesett  | kiesett  |
| María Antonieta Hernández                                                                              | Felemás korlát   | 15,85     | 111.      | kiesett  | kiesett  |
| María Antonieta Hernández                                                                              | Gerenda          | 15,55     | 112.      | kiesett  | kiesett  |
| María Antonieta Hernández                                                                              | Egyéni összetett | 64,80     | 115.      | kiesett  | kiesett  |
| Patricia Ollinger                                                                                      | Talaj            | 17,05     | 104.      | kiesett  | kiesett  |
| Patricia Ollinger                                                                                      | Ugrás            | 17,05     | 97.       | kiesett  | kiesett  |
| Patricia Ollinger                                                                                      | Felemás korlát   | 17,00     | 86.       | kiesett  | kiesett  |
| Patricia Ollinger                                                                                      | Gerenda          | 16,15     | 104.      | kiesett  | kiesett  |
| Patricia Ollinger                                                                                      | Egyéni összetett | 67,25     | 97.       | kiesett  | kiesett  |
| Laura Rivera                                                                                           | Talaj            | 16,95     | 109.      | kiesett  | kiesett  |
| Laura Rivera                                                                                           | Ugrás            | 16,60     | 111.      | kiesett  | kiesett  |
| Laura Rivera                                                                                           | Felemás korlát   | 15,90     | 110.      | kiesett  | kiesett  |
| Laura Rivera                                                                                           | Gerenda          | 15,85     | 108.      | kiesett  | kiesett  |
| Laura Rivera                                                                                           | Egyéni összetett | 65,30     | 112.*     | kiesett  | kiesett  |
| Hilda Amezaga Ana María Casas Patricia García María Antonieta Hernández Patricia Ollinger Laura Rivera | Csapat összetett |           |           | 333,90   | 19.      |

* - egy másik versenyzővel azonos eredményt ért el

## Úszás
Férfi
| Versenyző                                                             | Versenyszám            | Előfutam | Előfutam | Előfutam | Elődöntő | Elődöntő | Elődöntő | Döntő    | Döntő    |
| Versenyző                                                             | Versenyszám            | Idő      | Hely.    | Össz.    | Idő      | Hely.    | Össz.    | Idő      | Helyezés |
| --------------------------------------------------------------------- | ---------------------- | -------- | -------- | -------- | -------- | -------- | -------- | -------- | -------- |
| Roberto Strauss                                                       | 100 m gyors            | 56,78    | 6.       | 41.      | kiesett  | kiesett  | kiesett  | kiesett  | kiesett  |
| Roberto Strauss                                                       | 200 m gyors            | 2:03,57  | 8.       | 38.      |          |          |          | kiesett  | kiesett  |
| Alberto García                                                        | 1500 m gyors           | 17:05,68 | 4.       | 18.      |          |          |          | kiesett  | kiesett  |
| Guillermo García                                                      | 1500 m gyors           | 16:29,48 | 2.       | 8.       |          |          |          | 16:36,03 | 8.       |
| Guillermo García                                                      | 400 m gyors            | 4:15,33  | 3.       | 21.      |          |          |          | kiesett  | kiesett  |
| José Luis Prado                                                       | 400 m gyors            | 4:22,31  | 6.       | 36.      |          |          |          | kiesett  | kiesett  |
| José Luis Prado                                                       | 400 m vegyes           | 4:54,49  | 4.       | 24.      |          |          |          | kiesett  | kiesett  |
| Ricardo Marmolejo                                                     | 400 m vegyes           | 4:45,20  | 2.       | 11.      |          |          |          | kiesett  | kiesett  |
| Ricardo Marmolejo                                                     | 200 m pillangó         | 2:10,00  | 6.       | 18.      |          |          |          | kiesett  | kiesett  |
| Ricardo Marmolejo                                                     | 200 m vegyes           | 2:15,82  | 4.       | 18.      |          |          |          | kiesett  | kiesett  |
| José Joaquín Santibáñez                                               | 200 m vegyes           | 2:19,47  | 5.       | 31.      |          |          |          | kiesett  | kiesett  |
| José Joaquín Santibáñez                                               | 100 m hát              | 1:02,46  | 4.       | 27.      | kiesett  | kiesett  | kiesett  | kiesett  | kiesett  |
| Rafael Rocha                                                          | 200 m hát              | 2:15,81  | 4.       | 25.      |          |          |          | kiesett  | kiesett  |
| José Urueta                                                           | 200 m hát              | 2:13,85  | 4.       | 21.      |          |          |          | kiesett  | kiesett  |
| Felipe Muñoz                                                          | 100 m mell             | 1:08,95  | 4.       | 19.      | kiesett  | kiesett  | kiesett  | kiesett  | kiesett  |
| Felipe Muñoz                                                          | 200 m mell             | 2:25,99  | 2.       | 5.       |          |          |          | 2:26,44  | 5.       |
| Gustavo Salcedo                                                       | 200 m mell             | 2:32,81  | 6.       | 25.      |          |          |          | kiesett  | kiesett  |
| Gustavo Salcedo                                                       | 100 m mell             | 1:10,17  | 5.       | 30.      | kiesett  | kiesett  | kiesett  | kiesett  | kiesett  |
| Hugo Valencia                                                         | 100 m pillangó         | 1:00,14  | 5.       | 28.      | kiesett  | kiesett  | kiesett  | kiesett  | kiesett  |
| Hugo Valencia                                                         | 200 m pillangó         | 2:09,56  | 4.       | 17.      |          |          |          | kiesett  | kiesett  |
| Jorge Urreta José Joaquín Santibáñez Guillermo García Roberto Strauss | 4 × 100 m gyorsváltó   | 3:43,46  | 7.       | 12.      |          |          |          | kiesett  | kiesett  |
| Guillermo García Roberto Strauss José Luis Prado Jorge Urreta         | 4 × 200 m gyorsváltó   | 8:08,39  | 5.       | 12.      |          |          |          | kiesett  | kiesett  |
| José Joaquín Santibáñez Felipe Muñoz Hugo Valencia Guillermo García   | 4 × 100 m vegyes váltó | 4:05,61  | 5.       | 13.      |          |          |          | kiesett  | kiesett  |

Női
| Versenyző                                                                  | Versenyszám            | Előfutam | Előfutam | Előfutam | Elődöntő | Elődöntő | Elődöntő | Döntő   | Döntő    |
| Versenyző                                                                  | Versenyszám            | Idő      | Hely.    | Össz.    | Idő      | Hely.    | Össz.    | Idő     | Helyezés |
| -------------------------------------------------------------------------- | ---------------------- | -------- | -------- | -------- | -------- | -------- | -------- | ------- | -------- |
| Virginia Anchestegui                                                       | 100 m gyors            | 1:04,99  | 8.       | 46.      | kiesett  | kiesett  | kiesett  | kiesett | kiesett  |
| Marcia Arriaga                                                             | 100 m gyors            | 1:03,66  | 7.       | 40.      | kiesett  | kiesett  | kiesett  | kiesett | kiesett  |
| Marcia Arriaga                                                             | 200 m gyors            | 2:18,93  | 7.       | 30.      |          |          |          | kiesett | kiesett  |
| María Teresa Ramírez                                                       | 400 m gyors            | 4:39,14  | 5.       | 16.      |          |          |          | kiesett | kiesett  |
| María Teresa Ramírez                                                       | 200 m hát              | 2:27,47  | 4.       | 17.      |          |          |          | kiesett | kiesett  |
| María Teresa Ramírez                                                       | 800 m gyors            | 9:25,09  | 4.       | 12.      |          |          |          | kiesett | kiesett  |
| Laura Vaca                                                                 | 800 m gyors            | 9:50,10  | 5.       | 26.      |          |          |          | kiesett | kiesett  |
| Laura Vaca                                                                 | 200 m vegyes           | kizárták | kizárták | kizárták |          |          |          | kiesett | kiesett  |
| Laura Vaca                                                                 | 400 m vegyes           | 5:24,63  | 6.       | 27.      |          |          |          | kiesett | kiesett  |
| María Ballesteros                                                          | 400 m vegyes           | 5:31,06  | 8.       | 33.      |          |          |          | kiesett | kiesett  |
| María Ballesteros                                                          | 200 m vegyes           | 2:37,00  | 7.       | 38.      |          |          |          | kiesett | kiesett  |
| María Cecilia Vargas                                                       | 100 m hát              | 1:12,91  | 7.       | 34.      | kiesett  | kiesett  | kiesett  | kiesett | kiesett  |
| María Cecilia Vargas                                                       | 200 m hát              | 2:37,54  | 7.       | 33.      |          |          |          | kiesett | kiesett  |
| Ana Elena de la Portilla                                                   | 100 m mell             | 1:21,61  | 8.       | 35.      | kiesett  | kiesett  | kiesett  | kiesett | kiesett  |
| Ana Elena de la Portilla                                                   | 200 m mell             | 2:54,10  | 7.       | 34.      |          |          |          | kiesett | kiesett  |
| Leonor Urueta                                                              | 200 m mell             | 2:55,21  | 7.       | 37.      |          |          |          | kiesett | kiesett  |
| Leonor Urueta                                                              | 100 m mell             | 1:23,21  | 8.       | 38.      | kiesett  | kiesett  | kiesett  | kiesett | kiesett  |
| Norma Amezcua                                                              | 100 m pillangó         | 1:12,23  | 8.       | 30.      | kiesett  | kiesett  | kiesett  | kiesett | kiesett  |
| Grisel Mendoza                                                             | 200 m pillangó         | 2:35,85  | 4.       | 23.      |          |          |          | kiesett | kiesett  |
| María Teresa Ramírez Virginia Anchestegui Laura Vaca Marcia Arriaga        | 4 × 100 m gyorsváltó   | 4:14,95  | 7.       | 15.      |          |          |          | kiesett | kiesett  |
| María Teresa Ramírez Ana Elena de la Portilla Norma Amezcua Marcia Arriaga | 4 × 100 m vegyes váltó | 4:49,23  | 8.       | 16.      |          |          |          | kiesett | kiesett  |

## Vitorlázás
Nyílt
| Versenyző                                      | Versenyszám     | Futam | Futam | Futam  | Futam  | Futam  | Futam | Futam | Pontszám | Helyezés |
| Versenyző                                      | Versenyszám     | 1     | 2     | 3      | 4      | 5      | 6     | 7     | Pontszám | Helyezés |
| ---------------------------------------------- | --------------- | ----- | ----- | ------ | ------ | ------ | ----- | ----- | -------- | -------- |
| Roberto Colliard                               | Finn dingi      | 27,0  | 16,0  | 32,0   | 38,0   | (45,0) | 41,0  | 38,0  | 192,0    | 30.      |
| Miguel Rábago Lorenzo Villaseñor               | Repülő hollandi | 26,0  | 29,0  | 31,0   | (34,0) | 29,0   | 31,0  | 23,0  | 169,0    | 25.      |
| Armando Bauche Daniel Escalante Esteban Gerard | Soling          | 28,0  | 14,0  | (32,0) | 32,0   | 28,0   | 29,0  |       | 131,0    | 23.      |

## Vívás
Férfi
| Versenyző                                                    | Versenyszám       | Selejtező | Selejtező | Selejtező | Selejtező | Negyeddöntő       | Negyeddöntő | Elődöntő          | Elődöntő | Döntő             | Döntő   | Helyezés    |
| Versenyző                                                    | Versenyszám       | 1. kör | 1. kör    | 2. kör | 2. kör    | Negyeddöntő       | Negyeddöntő | Elődöntő          | Elődöntő | Döntő             | Döntő   | Helyezés    |
| Versenyző                                                    | Versenyszám       | Ellenfél Eredmény | Hely.     | Ellenfél Eredmény | Hely.     | Ellenfél Eredmény | Hely.       | Ellenfél Eredmény | Hely.    | Ellenfél Eredmény | Hely.   | Helyezés    |
| ------------------------------------------------------------ | ----------------- | --- | --------- | --- | --------- | ----------------- | ----------- | ----------------- | -------- | ----------------- | ------- | ----------- |
| Vicente Calderón                                             | Tőr, egyéni       | 7. csoport · Daniel Revenu (FRA) · 3-5 · Joseph Freeman (USA) · 1-5 · Anatolij Kotyesev (URS) · 3-5 · Michael Breckin (GBR) · 4-5 · Bülent Erdem (TUR) · 5-2 · Lester Wong (CAN) · 5-3 | 5.        | kiesett | kiesett   | kiesett           | kiesett     | kiesett           | kiesett  | kiesett           | kiesett | helyezetlen |
| Carlos Calderón                                              | Tőr, egyéni       | 1. csoport · Friedrich Wessel (FRG) · 3-5 · Kamuti Jenő (HUN) · 2-5 · Vaszil Sztankovics (URS) · 0-5 · Ali Alamdari (IRI) · 5-2 · Matthew Chan (HKG) · 5-0                             | 4.        | 3. csoport · Nicola Granieri (ITA) · 0-5 · Marek Dąbrowski (POL) · 0-5 · Uehara Kijosi (JPN) · 3-5 · Bernard Talvard (FRA) · 3-5 · Kamuti László (HUN) · 3-5          | 6.        | kiesett           | kiesett     | kiesett           | kiesett  | kiesett           | kiesett | helyezetlen |
| Carlos Calderón                                              | Párbajtőr, egyéni | 11. csoport · Schmitt Pál (HUN) · 2-5 · Karl-Heinz Müller (AUT) · 3-5 · Orvar Jönsson (SWE) · 3-5 · Pongrácz Antal (ROU) · 5-4 · Herbert Obst (CAN) · 5-4                              | 5.        | kiesett | kiesett   | kiesett           | kiesett     | kiesett           | kiesett  | kiesett           | kiesett | helyezetlen |
| Jorge Castillejos                                            | Párbajtőr, egyéni | 12. csoport · Hans-Peter Schulze (GDR) · 4-5 · Ralph Johnson (GBR) · 4-5 · Fenyvesi Csaba (HUN) · 5-4 · Pirouz Adamiyat (IRI) · 5-2 · Carl von Essen (SWE) · 4-5                       | 4.        | 8. csoport · Peter Lötscher (SUI) · 3-5 · François Jeanne (FRA) · 3-5 · Morten von Krogh (NOR) · 2-5 · Reinhard Münster (DEN) · 1-5 · Panajótisz Durákosz (GRE) · 5-3 | 6.        | kiesett           | kiesett     | kiesett           | kiesett  | kiesett           | kiesett | helyezetlen |
| Luis Stephens                                                | Párbajtőr, egyéni | 2. csoport · Nicola Granieri (ITA) · 4-5 · Hans-Jürgen Hehn (FRG) · 5-4 · Bohdan Gonsior (POL) · 5-4 · Ali Chekr (LIB) · 5-4 · Lester Wong (CAN) · 3-5                                 | 3.        | 6. csoport · Kulcsár Győző (HUN) · 2-5 · Bohdan Gonsior (POL) · 2-5 · Karl-Heinz Müller (AUT) · 2-5 · Horst Melzig (GDR) · 5-5 · Orvar Jönsson (SWE) · 2-5            | 6.        | kiesett           | kiesett     | kiesett           | kiesett  | kiesett           | kiesett | helyezetlen |
| Roberto Alva                                                 | Kard, egyéni      | 5. csoport · Kovács Tamás (HUN) · 2-5 · Constantin Nicolae (ROU) · 0-5 · Paul Wischeidt (FRG) · 5-3 · Fernando Lúpiz (ARG) · 5-1 · Richard Cohen (GBR) · 5-4                           | 4.        | 5. csoport · Viktor Szigyak (URS) · 3-5 · Paul Apostol (USA) · 0-5 · Dan Irimiciuc (ROU) · 2-5 · Bernard Vallée (FRA) · 2-5 · Eddy Ham (NED) · 2-5                    | 6.        | kiesett           | kiesett     | kiesett           | kiesett  | kiesett           | kiesett | helyezetlen |
| Vicente Calderón                                             | Kard, egyéni      | 3. csoport · Viktor Szigyak (URS) · 3-5 · Knut Höhne (FRG) · 4-5 · John Deanfield (GBR) · 4-5 · Paul Apostol (USA) · 4-5 · Fawzi Merhi (LIB) · 5-0                                     | 5.        | kiesett | kiesett   | kiesett           | kiesett     | kiesett           | kiesett  | kiesett           | kiesett | helyezetlen |
| Hermilo Leal                                                 | Kard, egyéni      | 8. csoport · Vlagyimir Nazlimov (URS) · 1-5 · Janusz Majewski (POL) · 1-5 · Philippe Bena (FRA) · 1-5 · Manuel Ortíz (CUB) · 2-5 · Joánisz Hadziszarándosz (GRE) · 4-5                 | 6.        | kiesett | kiesett   | kiesett           | kiesett     | kiesett           | kiesett  | kiesett           | kiesett | helyezetlen |
| Carlos Calderón Jorge Castillejos Hermilo Leal Luis Stephens | Párbajtőr, csapat | 4. csoport · Svájc (SUI) · 1-15 · Lengyelország (POL) · 5-11 | 4.        | kiesett | kiesett   | kiesett           | kiesett     | kiesett           | kiesett  | kiesett           | kiesett | helyezetlen |

## Vízilabda
| Mexikói férfi vízilabdacsapat-játékoskeret                                                                   | Mexikói férfi vízilabdacsapat-játékoskeret                                            |
| --- | ------------------------------------------------------------------------------------- |
| - Raúl Alanis - Maximiliano Aguilar - Rafael Azpeitia - Ricardo Chapa - Armando Fernández - Francisco García | - Juan Manuel García - Víctor García - Daniel Gómez - Alfredo Sauza - Arturo Valencia |

### Eredmények
Csoportkör
A csoport
| Csapat                 | M | Gy | D | V | G+ | G– | Gk  | P  |
| ---------------------- | - | -- | - | - | -- | -- | --- | -- |
| Egyesült Államok (USA) | 5 | 5  | 0 | 0 | 31 | 18 | +13 | 10 |
| Jugoszlávia (YUG)      | 5 | 4  | 0 | 1 | 35 | 24 | +11 | 8  |
| Kuba (CUB)             | 5 | 3  | 0 | 2 | 28 | 23 | +5  | 6  |
| Románia (ROU)          | 5 | 2  | 0 | 3 | 38 | 26 | +12 | 4  |
| Mexikó (MEX)           | 5 | 1  | 0 | 4 | 25 | 30 | –5  | 2  |
| Kanada (CAN)           | 5 | 0  | 0 | 5 | 14 | 50 | –36 | 0  |

| 1972. augusztus 27. 16:00 | Mexikó (MEX)         | 4 – 6 | Kuba (CUB) |  |
| 1972. augusztus 27. 16:00 | (1–2, 0–1, 1–1, 2–2) |       |            |  |
| 1972. augusztus 27. 16:00 | Fernández 2          |       | Sánchez 2  |  |

| 1972. augusztus 28. 15:00 | Mexikó (MEX)         | 7 – 3 | Kanada (CAN)    |  |
| 1972. augusztus 28. 15:00 | (2–1, 0–1, 1–0, 4–1) |       |                 |  |
| 1972. augusztus 28. 15:00 | Fernández 4          |       | három játékos 1 |  |

| 1972. augusztus 29. 13:00 | Mexikó (MEX)         | 3 – 5 | Jugoszlávia (YUG) |  |
| 1972. augusztus 29. 13:00 | (0–1, 1–1, 1–3, 1–0) |       |                   |  |
| 1972. augusztus 29. 13:00 | három játékos 1      |       | Marović 2         |  |

| 1972. augusztus 30. 15:00 | Mexikó (MEX)         | 5 – 7 | Egyesült Államok (USA) |  |
| 1972. augusztus 30. 15:00 | (1–1, 1–4, 1–1, 2–1) |       |                        |  |
| 1972. augusztus 30. 15:00 | Fernández 2          |       | Bradley, Sheerer 2     |  |

| 1972. augusztus 31. 20:00 | Románia (ROU)        | 9 – 6 | Mexikó (MEX) |  |
| 1972. augusztus 31. 20:00 | (2–2, 3–1, 2–0, 2–3) |       |              |  |
| 1972. augusztus 31. 20:00 | három játékos 2      |       | Fernández 2  |  |

| Csapat       | Helyezés |
| ------------ | -------- |
| Mexikó (MEX) | 13.      |